# Marquès Xiao de Jin
El Marquès Xiao de Jin (xinès tradicional: 晉孝侯, xinès simplificat: 晋孝侯, pinyin: Jìn Xiàohóu), nascut com Ji Ping (姬平), va ser el tretzè governant de l'estat de Jin. També va ser el tercer governant de Jin al Període de Primaveres i Tardors. Va governar durant setze anys.
En el 739 aC, l'any setè del regnat del Marquès Zhao de Jin, un oficial militar de Jin anomenat Panfu (潘父) va assassinar al Marquès Zhao de Jin i va donar la benvinguda a l'Oncle Huan de Quwo per pujar al tron de Jin.
Quan l'oncle Huan de Quwo va intentar d'entrar, la gent de Jin va portar a les tropes perquè no pogués entrar-hi. Va perdre la seva oportunitat i va retrocedir de nou a Quwo. Llavors, la gent Jin li va demanar al fill del Marquès Zhao de Jin, Ji Ping, d'ascendir al tron i convertir-se en el proper governant de Jin: el Marquès Xiao de Jin. Després que ell va pujar al tron, va matar a Panfu en venjança pel seu pare.
En el 724 aC, el quinzè any del seu regnat, el fill de l'Oncle Huan de Quwo, el Comte Zhuang de Quwo, va assassinar al Marquès Xiao de Jin mentre hi era en la capital de Jin, Yi (翼). Llavors, les tropes de Jin van atacar al Comte Zhuang de Quwo i així hagué de retirar-se a Quwo. La gent de Jin li va demanar al fills del Marquès Xiao de Jin, Ji Xi, de convertir-se en el proper governant de Jin i va esdevenir el Marquès E de Jin.
| Marquès Xiao de Jin Estat de Jin  |                                 |                               |
| Precedit per: Marquès Zhao de Jin | Governant de Jin 739 aC – 724aC | Succeït per: Marquès E de Jin |